# Суннон
Суннон (лат. Sunno) — вождь франков в конце IV века.
Вместе с Маркомиром и Геннобавдом Суннон в 388 году возглавил набег франков на земли на левом берегу Рейна в римской провинции Германия. Франки преодолели пограничные заграждения римлян и разграбили земли под Кёльном, захватив крупную добычу. Римские войска под командованием Наннина и Квинтина неожиданно нанесли оставшимся в Германии франкам ответный удар. Геннобавд пал в бою в Угольном лесу (silva carbonaria), а Суннону и Маркомиру удалось вовремя отступить. Пустившийся в погоню за ними Квинтин попал в засаду и потерпел крупное поражение от франков.
Историю набега франков на римскую Германию подробно изложил позднеантичный историк Сульпиций Александр, труд которого не сохранился, но известен благодаря Григорию Турскому. Согласно Григорию Турскому римские войска под командованием Арбогаста предприняли новое наступление на франков. Франки заключили с римлянами перемирие, но, тем не менее, в 90-е годы IV века Арбогаст вновь пошёл на них войной, как предполагается, чтобы закрепить римские позиции на Рейне. Франки вместе с алеманнами заключили новые соглашения с Римом. Римляне отправили Маркомира в ссылку или держали в плену, а Суннон попытался отомстить за своего старого союзника, но был убит собственными людьми. Более поздняя информация, содержащаяся в Книге истории франков, не считается достоверной.